# أولف أيكمن
أولف أيكمن (بالسويدية: Ulf Ekman)‏ هو قس سويدي، ولد في 8 ديسمبر 1950 في غوتنبرغ في السويد.

## وصلات خارجية
- الموقع الرسمي